# Julian May
Julian Clare May (n. 10 iulie 1931, Chicago, Illinois, SUA – d. 17 octombrie 2017, Washington, SUA) a fost o scriitoare americană de literatură științifico-fantastică, de groază, fantastică și literatură pentru copii, care a folosit și câteva pseudonime literare. Ea este cel mai cunoscută pentru Saga of Pliocene Exile și pentru cărțile sale din seria Galactic Milieu. 
În 1982, romanul său The Many-Colored Land a câștigat Premiul Locus pentru cel mai bun roman științifico-fantastic și fost nominalizat la Premiul Hugo pentru cel mai bun roman și la Premiul Nebula pentru cel mai bun roman.

## Lucrări scrise
în ordine alfabetică a numelui folosit ca autor

### Lucrări de non-fictiune sub pseudonimul Lee N. Falconer
- The Gazeteer of the Hyborian World of Conan, (Starmont House, iunie 1977). ISBN: 0-916732-01-0.[7]

### Ficțiune pentru adulți, ca Julian May

#### SeriaSaga of Pliocene Exile
1. The Many-Colored Land (Boston: Houghton Mifflin, 1981).  ISBN: 0-395-30230-7.
2. The Golden Torc (Boston: Houghton Mifflin, 1982).  ISBN: 0-395-31261-2.
3. The Nonborn King (Boston: Houghton Mifflin, 1983).  ISBN: 0-395-32211-1.
4. The Adversary (Boston: Houghton Mifflin, 1984).  ISBN: 0-395-34410-7.

#### SeriaGalactic Milieu
1. Intervention: A Root Tale to the Galactic Milieu and a Vinculum between it and The Saga of Pliocene Exile (Boston: Houghton Mifflin, 1987).  ISBN: 0-395-43782-2. (Lansat în Statele Unite  ca două volume cu copertă broșată: Surveillance and Metaconcert. Released in the UK as a single volume)
  - Surveillance (Intervention no. 1) ca o carte separată cu copertă broșată din Metaconcert.
  - Metaconcert (Intervention no. 2) ca o carte separată cu copertă broșată dinSurveillance (Del Rey,  13 ianuarie 1989). ISBN: 0-345-35524-5.
2. Jack the Bodiless (New York: Knopf, 1991).  ISBN: 0-679-40950-5.
3. Diamond Mask (New York: Knopf, 1994).  ISBN: 0-679-43310-4.
4. Magnificat (New York: Knopf, 1996).  ISBN: 0-679-44177-8.

#### Trillium
Seria Trillium  a început ca o colaborare cu trei urmări posibile, după prima carte fiecare autor din cei trei a continuat seria individual
1. Marion Zimmer Bradley, Julian May, and Andre Norton, Black Trillium (New York: Doubleday, 1990).  ISBN: 0-385-26185-3.
2. Blood Trillium (New York: Bantam, 1992).  ISBN: 0-553-08851-3.
3. Sky Trillium (New York: Del Rey, 1997).  ISBN: 0-345-38000-2.

#### The Rampart Worlds
1. Perseus Spur (New York: Ballantine, 1999).  ISBN: 0-345-39510-7.  (Apărută prima dată în 1998 în UK.)
2. Orion Arm (New York: Ballantine, 1999).  ISBN: 0-345-39519-0.
3. Sagittarius Whorl: An Adventure of the Rampart Worlds (New York: Ballantine, 2001).  ISBN: 0-345-39518-2.

#### Boreal Moon
1. Conqueror's Moon (New York: Ace, 2004).  ISBN: 0-441-01132-2.
2. Ironcrown Moon (New York: Ace, 2005).  ISBN: 0-441-01244-2.
3. Sorcerer's Moon (New York: Ace, 2006). ISBN: 0-441-01383-X.

### Ficțiune pentru tineret
Aceste cărți au fost scrise pentru Popular Mechanics Press la fârșitul anilor 1950.
1. There's Adventure in Automobiles (Popular Mechanics Press, 1961)
2. There's Adventure in Astronautics (Popular Mechanics Press, 1961)
3. There's Adventure in Marine Science (Popular Mechanics Press, 1959)
4. There's Adventure in Jet Aircraft (Popular Mechanics Press, 1959)
5. There's Adventure in Geology (Popular Mechanics Press, 1959)
6. There's Adventure in Rockets (Popular Mechanics Press, 1958)
7. There's Adventure in Electronics (Popular Mechanics Press, 1957)[8]
8. There's Adventure in Chemistry (Popular Mechanics Press, 1957)[8]
9. There's Adventure in Atomic Energy (Popular Mechanics Press, 1957)[8]

### Lucrări sub pseudonimul Ian Thorne
- The Blob (1982)
- The Deadly Mantis (1982)
- It Came from Outer Space (1982)
- Frankenstein Meets Wolfman (1981)
- Creature from the Black Lagoon (1981)
- The Mummy (1981)
- Frankenstein (1977)
- Dracula (1977)
- The Wolf Man (1977)

### Biografii
- Pelé World Soccer Star (1978)

## Legături externe
- Julian May la Internet Speculative Fiction Database

## Vezi și
- Listă de autori de literatură științifico-fantastică
- Lista autorilor de povestiri
- Listă de oameni din statul Illinois